# Стефан (Нещерет)
Єпископ Стефа́н (цивільне Анатолій Володимирович Нещерет ; білор.:Анатолій Уладзіміравіч Нешчарэт; 3 січня 1966,Вертіївка, Ніжинський район, Чернігівська область) — єпископ Російської православної церкви українського походження; архієрей Білоруського екзархату РПЦ з титулом «Гомельський та Жлобинський». Голова Комісії по канонізації святих Білоруського екзархату РПЦ. Випускник Київської духовної академії РПЦ.

## Життєпис
1982 року закінчив середню школу, жив у Чернігові, там проходив послух у архієпископа Чернігівського та Ніжинського Антонія (Вакарика). 1984 року поїхав на навчання до Москви. 4 січня 1987 року пострижений в чернецтво у Московії, у Троїце-Сергієвій лаврі. Там само 14 січня року рукопокладений на ієродиякона, 3 червня — в сан ієромонаха.
1988 року закінчив Московську духовну семінарію, 2002 року — Київську духовну академію.

## Еміграція до Біларусі
1990 року емігрував до Білорусі, де призначений настоятелем Свято-Покровського храму в селі Корма, Добруського району Гомельської області.
13 січня 1994 року зведений в сан ігумена. 14 жовтня 1997 року — архімандрит. 22 грудня 1998 року — благочинний Добрушсько-Кормянського церковного округу. 2000 року— виконроб будівництва Свято-Іоано-Кормянського жіночого монастиря.

### Єпископ

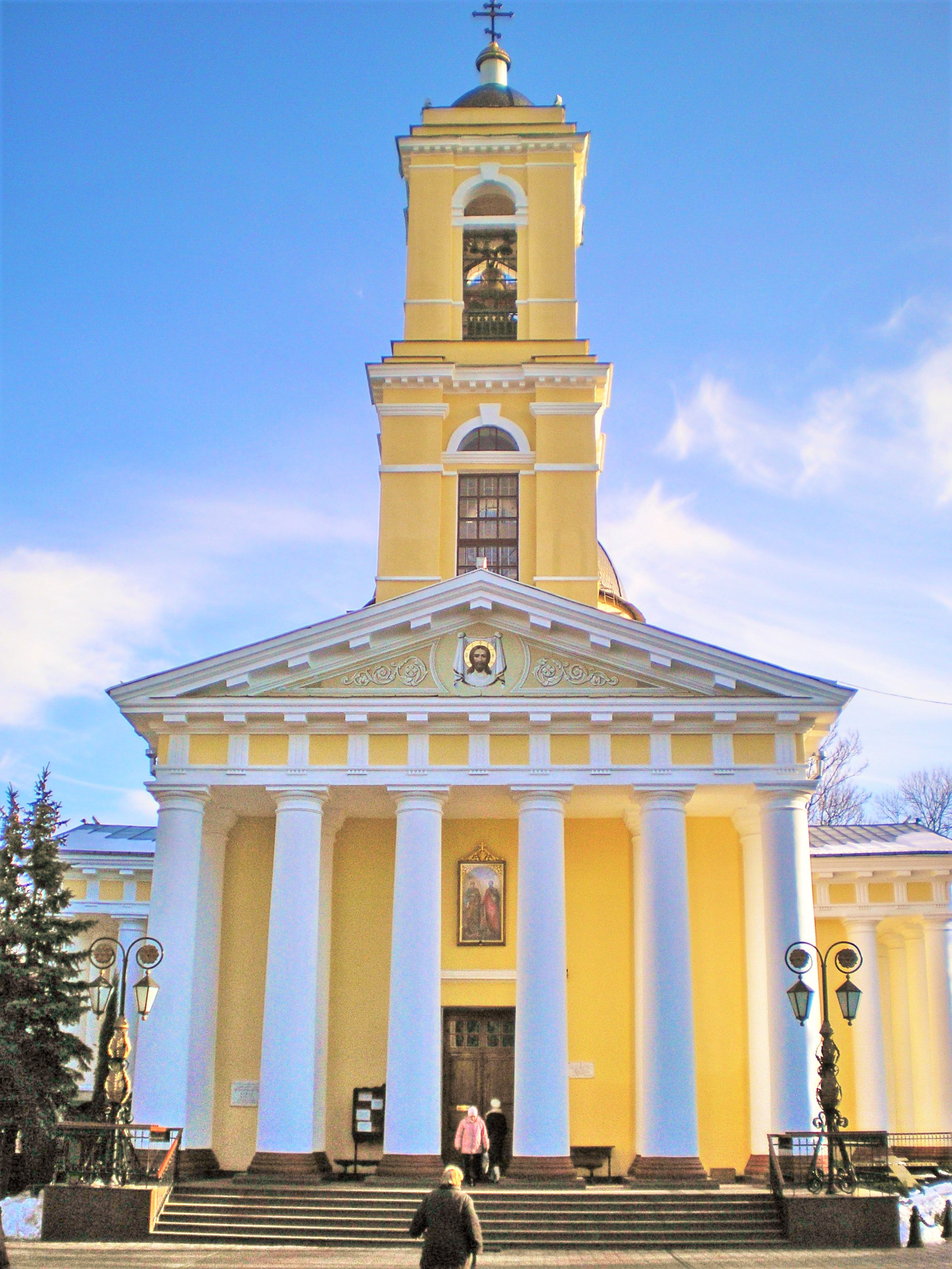
Кафедральний Петро-Павлівський собор, м. Гомель.

24 грудня 2004 року призначений єпископом Туровським та Мозирським БЕ РПЦ. 29 січня 2005 року — наречений, а 30 січня — хіротонія. Автор акафіста (релігійних віршів) святому Іоану Кормянському та одного з варіантів акафістів українському святому — преподобному Лаврентію Чернігівському.
12 січня 2012 року призначений головою комісії по канонізації святих Білоруського екзархату.
7 червня 2012 року — єпископ Гомельським та Жлобинським РПЦ..
3 вересня 2012 року — настоятель Свято-Нікольського чоловічого монастиря у Гомелі і катедрального собору св. Петра і Павла РПЦ у Гомелі. 2013 року — у Синодальній комісії з канонізації святих.

## Критика
У січні 2014 року низка ЗМІ розповсюдила інформацію звинувачення протодиякона Андрія Кураєва на адресу єпископа Гомельського та Жлобинського Стефана (Нещерета) у тому, що він гомосексуал і спокушає священників молодших себе по чину.

## Нагороди
1997 року нагороджений Орденом преподобного Сергія Радонезького ІІ ступеню РПЦ МП.